# Baranyi-féle vetületek
Baranyi János térképész, a Kartográfiai Vállalat munkatársa 1968-ban publikálta hét vetületét, amely közül kettő máig a magyar atlaszkartográfia alapját képezi. A vetületek általános torzulású összetett képzetes hengervetületek, kifejezetten az egész Föld ábrázolására kifejlesztve. Baranyi János a hosszúsági és szélességi körök vonalainak távolsági értékeit táblázatban adta meg, a határoló kontúrvonalakat pedig geometriai szerkesztési utasításokkal írta le. A II. és IV. vetület torzulásait Karsay Ferenccel vizsgálta és ismertette nemzetközileg 1971-es közös publikációjukban. 1990-ben Györffy Jánossal számította ki és tette közzé a két vetület egyenleteit.

## Általános jellemzői
A vetületek összetettek, vagyis több szélességi körökkel határolt sávon különböző vetületi egyenletek érvényesek. A sávokat elválasztó szélességi köröknél a kontúrok folytonosak, tehát nem törnek meg. Az egyenlítői sáv határoló kontúrja körív. A sarkok sávjainak kontúrja a VI. vetületnél egyenes vonal pólusponttal, az V. vetületnél egyenes, majd a pólusoknál körív, a többi vetület esetében körív. Az I. és III. vetület pólusvonalas, vagyis pólusának képe az Egyenlítővel párhuzamos egyenes. A hosszúsági és szélességi körök 10 fokonként vett értékei táblázatos formában adottak, amelyet a vetületi egyenletek a köztes értékekre polinom vagy logaritmus függvénnyel közelítenek. A vetületek középmeridiánja a keleti 10° hosszúsági kör, ugyanis így az átellenes hosszúsági kör pont a Bering-szoroson választja ketté a Földet.
Az eredmény egy általános torzulású vetület, amely a szárazföldekre tekintettel előnyös szög- és területtorzulással bír.

## Baranyi II.

### Vetületi egyenletek
{\displaystyle y={\biggl (}0,95\cdot \mathrm {arc} |\phi |+0,005\cdot {\frac {180}{\pi }}\cdot (\mathrm {arc\phi } )^{2}{\biggr )}\cdot \mathrm {sign} \phi }
{\displaystyle |\phi |\leq 70^{\circ }}esetén
{\displaystyle x=(\pi -r_{1}+r_{1}\cdot \cos \chi )\cdot {\frac {\mathrm {arc} \lambda }{\pi }}}
ahol {\displaystyle \chi } az {\displaystyle r_{1}\cdot \sin \chi ={\biggl (}0,95\cdot \mathrm {arc} |\phi |+0,005\cdot {\frac {180}{\pi }}\cdot (\mathrm {arc\phi } )^{2}{\biggr )}\cdot \mathrm {sign} \phi } képletből határozható meg.
{\displaystyle |\phi |>70^{\circ }}esetén
{\displaystyle x=r_{2}\cdot \sin \zeta \cdot {\frac {\mathrm {arc} \lambda }{\pi }}}
ahol {\displaystyle \zeta } az {\displaystyle r_{2}\cdot \cos \zeta =r_{2}-{\Biggl (}0,7\cdot \pi -{\biggl (}0,95\cdot \mathrm {arc} |\phi |+0,005\cdot {\frac {180}{\pi }}\cdot (\mathrm {arc\phi } )^{2}{\biggr )}\cdot \mathrm {sign} \phi {\Biggr )}}képletből határozható meg.

## Baranyi IV.

### Vetületi egyenletek
{\displaystyle y=-0,001639406\cdot (\mathrm {arc} \phi )^{9}+0,01560242\cdot (\mathrm {arc} \phi )^{7}-0,0538964\cdot (\mathrm {arc} \phi )^{5}+0,073880\cdot (\mathrm {arc} \phi )^{3}+\mathrm {arc} \phi }
{\displaystyle |\phi |\leq 78,07^{\circ }}esetén
{\displaystyle x=(1,22172+{\sqrt {2,115393-y^{2}}})\cdot {\frac {\ln(0,11679\cdot |\mathrm {arc} \lambda |+1)}{0,31255}}\cdot \mathrm {sign} \lambda }
{\displaystyle |\phi |>78,07^{\circ }}esetén
{\displaystyle x={\sqrt {38,4308-(4,58448+|y|)^{2}}}\cdot {\frac {\ln(0,11679\cdot |\mathrm {arc} \lambda |+1)}{0,31255}}\cdot \mathrm {sign} \lambda }

### Alkalmazása
Elsőként az 1982-es Gazdasági Világatlaszban használták, amelyben Érdi Krausz György vetületét váltotta fel. Azóta is a magyar világtérképek legkedveltebb vetülete, máig alkalmazzák a legtöbb atlaszban, például az oktatási atlaszokban. Márton Mátyás és Györffy János kartográfusok továbbfejlesztették a vetületet, és egyes meridiánonként felszabdalták John Paul Goode útja nyomán, úgy, hogy a világtengert a lehető legkisebb torzulással mutassák be. Ezt osztott Baranyi-vetület néven 2004-ben publikálták.